# Zemianske Podhradie
Zemianske Podhradie (maďarsky Nemespodhrágy) je obec na Slovensku v okrese Nové Mesto nad Váhom. Od okresního města je vzdálena asi 10 kilometrů severním směrem. Ve vzdálenosti přibližně 7 kilometrů severozápadně se od obce nachází státní hranice s Českou republikou. Sousedí s Bošácou, do které plynule přechází, a s Novou Bošácou. Obec leží na východních svazích Bílých Karpat v místech nazývaných Bošácká dolina. Protéká jí potok Bošáčka, který sleduje silniční komunikaci číslo III/061024. Železniční trať tudy není vedena. Lokalita dnešní obce byla osídlena již v paleolitu (v blízkosti se nacházelo velké hradiště), ale první písemná zmínka je datována až k roku 1396.
Obec je rodištěm slovenského spisovatele a zakladatele slovenské bibliografie Ľudovíta Vladimíra Riznera. Jeho rodný dům spolu s blízkým atypickým kostelem (majícím elipsovitý půdorys) a sousední bývalou farou, ve které působil slovenský kazatel a národopisec Jozef Ľudovít Holuby, patří mezi místní kulturní památky. K nim se ještě řadí zdejší kaštel včetně parku, jež ho obklopuje, a Riznerův náhrobek na hřbitově.

## Název
Při první zmínce o obci je použito pojmenování Podhrady (roku 1396). Dále název přecházel přes Podhragye (1477), Podhradie (1484), Podhrady prenes Bsacz (1598) až po Zemanské Podhradie (1808).

## Historie

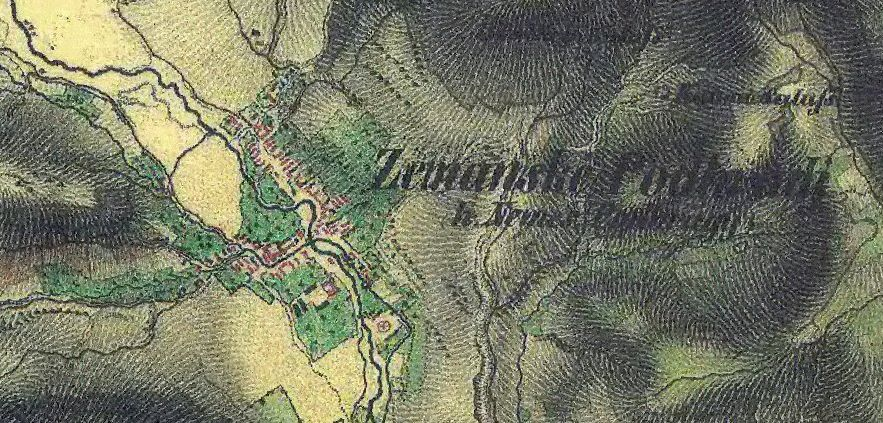
Zemianske Podhradie na mapě II. vojenského mapování (z první poloviny 19. století)

Okolí obce bylo osídleno již během paleolitu. Dokladem toho jsou archeologické nálezy pocházející z doby halštatské, avšak našly se vykopávky i z mladší doby bronzové, železné a kamenné. V té době se v místech dnešního Zemianského Podhradie nacházelo významné hospodářské a správní centrum. Západním směrem v oblastech Hradiska, na Bašte a na Martákově skále se totiž našly pozůstatky rozsáhlých valů hradiště pocházející z období púchovské kultury. První písemná zmínka o obci se datuje dokumentem z roku 1396. Tou dobou majitel hradu Beckov a jemu přiléhajících panství Stibor ze Stibořic daroval své majetky v Podhradí svému bývalému kastelánovi a kapitánovi Jakušovi de Nosiljovi jako výraz vděku za jeho věrné služby. O rok později tuto změnu vlastníka obce potvrdil také král Zikmund Lucemburský, v jehož dokumentu je vesnice uváděná pod názvem „Podhrady“. Jakuš de Nosiljov byl prvním známým předkem zemanské rodiny Podhradských, kteří obec dlouho vlastnili. Vystřídala je pak rodina Príleských a ty od začátku 19. století Ostrolučtí.
Během 15. století se majitelé obce (rodina Podhradských) přiklonili na stranu husitů, což vedlo k evangelizaci obce během reformace v 16. století. Tou dobou se v obci nacházely tři obilné mlýny, cihelna, pila a čtyři pálenice. Obyvatelstvo získávalo svou obživu především zemědělstvím.

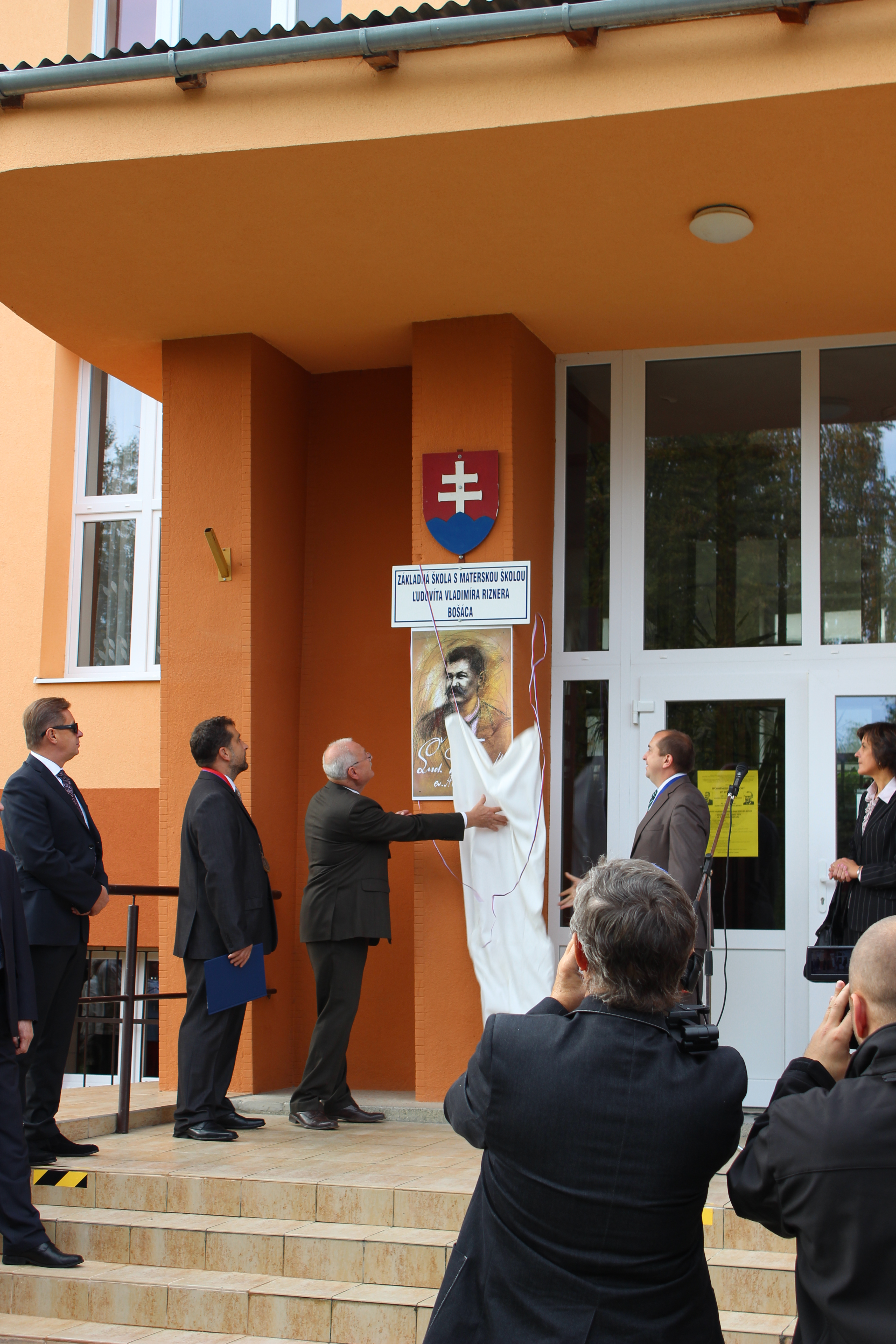
Slovenský prezident Ivan Gašparovič odhaluje v říjnu 2013 pamětní desku Ľudovíta Vladimíra Riznera na bošácké škole nesoucí Riznerovo jméno

Pojmenování sídla Zemianske Podhradie se v dokumentech poprvé objevuje roku 1618. O čtyři roky později došlo k rozdělení obce na dvě části, a sice zemanskou a poddanskou. Každá z částí měla také svůj vlastní znak. Ke sloučení obou částí do jedné obce došlo až roku 1848, tedy až po více než dvou a čtvrt stoletích. Tou dobou již v obci stál atypický kostel s elipsovitým půdorysem. Až do roku 1922 pak obec spadala do Dolnotrenčianského okresu, který byl součástí Trenčianské župy. Roku 1930 byl založen zdejší dobrovolný hasičský sbor. Dne 25. října roku 1942 se konala ustavující schůze místního včelařského spolku, jenž je od té doby stále činný. Nacistická okupace a boje druhé světové války si vyžádaly život sedmi zemianskopodhradských občanů. Po válce se obec stala součástí sousední Bošáci, k čemuž došlo 23. října 1976. Od roku 1952 existuje v obci domov důchodců, který sídlí ve zdejším kaštele. Roku 1965 se dokončila rekonstrukce a přestavba místní požární zbrojnice, která byla ten rok slavnostně otevřena. Po sametové revoluci závěrem roku 1989 se obec opětovně osamostatnila a následně se zde začalo rozvíjet soukromé podnikání. Během intenzivních červencových dešťů se v roce 1997 ze svého koryta vylil potok Bošáčka a zaplavil část obce. Naopak během such začátkem září 2003 potok dokonce vyschl. V polovině října 2013 si obec dvoudenními oslavami připomínala sté výročí úmrtí svého rodáka Ľudovíta Vladimíra Riznera, devadesáté výročí úmrtí zdejšího faráře Jozefa Ľudovíta Holubyho a dvacáté výročí otevření pamětního domu s expozicí upomínající na tyto dvě osobnosti. První den oslav obec navštívil i tehdejší prezident Slovenské republiky Ivan Gašparovič a na škole v sousední Bošáci, která nese Riznerovo jméno, odhalil spolu s oběma starosty (bošáckým Danielem Juráčkem a zemianskopodhradským Miroslavem Zámečníkem) pamětní desku s Riznerovou podobiznou.

## Přírodní poměry

### Geologická stavba, reliéf a půdy
Z geologického hlediska se ve středu obce podél vodního toku nacházejí kvartérní fluviální sedimenty. Vrcholy východním i západním směrem od obce jsou tvořeny druhohorními pískovci, slepenci a břidlicemi. Oproti tomu vrcholy jižně od Zemianského Podhradí tvoří jemnozrnné jílovité vápence a vápenné jílovce. Horopisně se zdejší oblast řadí do provincie Západní Karpaty, respektive její subprovincie Vnější Západní Karpaty. Je součástí její geomorfologické oblasti Slovensko-moravské Karpaty, v níž se řadí k Bielým Karpatům. Severně od obce se nachází vrch Roháčová (668 m n. m.) a jihozápadním směrem za Novou Bošácou hraniční vrch Velký Lopeník (911 m n. m.) s rozhlednou na vrcholu. V katastru obce se nachází krasové útvary s veřejnosti nepřístupnou jeskyní Landrovec. Ta je díky své délce (235 metrů) druhou nejdelší jeskyní bradlového pásma na Slovensku. Z pedologického hlediska se na území obce a severozápadně od ní nachází kambizemě. Oproti tomu v jihovýchodních partiích katastrálního území jsou modální rendziny, kultizemě a litozemě.

### Vodstvo a podnebí
Oblast Zemianského Podhradí patří k úmoří Černého moře, neboť ji odvodňuje řeka Váh, která se levostranně vlévá do Dunaje. Vlastní obcí protéká potok Bošáčka, jenž je jedním z pravostranných přítoků Váhu. Bošáčka pramení v České republice na úbočí vrchu Kobylec (845 m n. m.), kde je ale označována jako Hrubár (pojmem Bošáčka je nazývána až na území Slovenska). Na území katastru se do Bošáčky vlévají potoky pramenící na úbočí Roháčové. Klimaticky je oblast zařazena do regionu označovaného číslem 07, který je charakterizován jako mírně teplý a mírně vlhký. V této oblasti minimálně ve 215 dnech po dobu jednoho roku překročí teplota vzduchu +5 °C. Lednové průměrné teploty dosahují –2 až +5 °C a během vegetačního období dosahují průměrné teploty +13 až +15 °C.

### Flóra a fauna

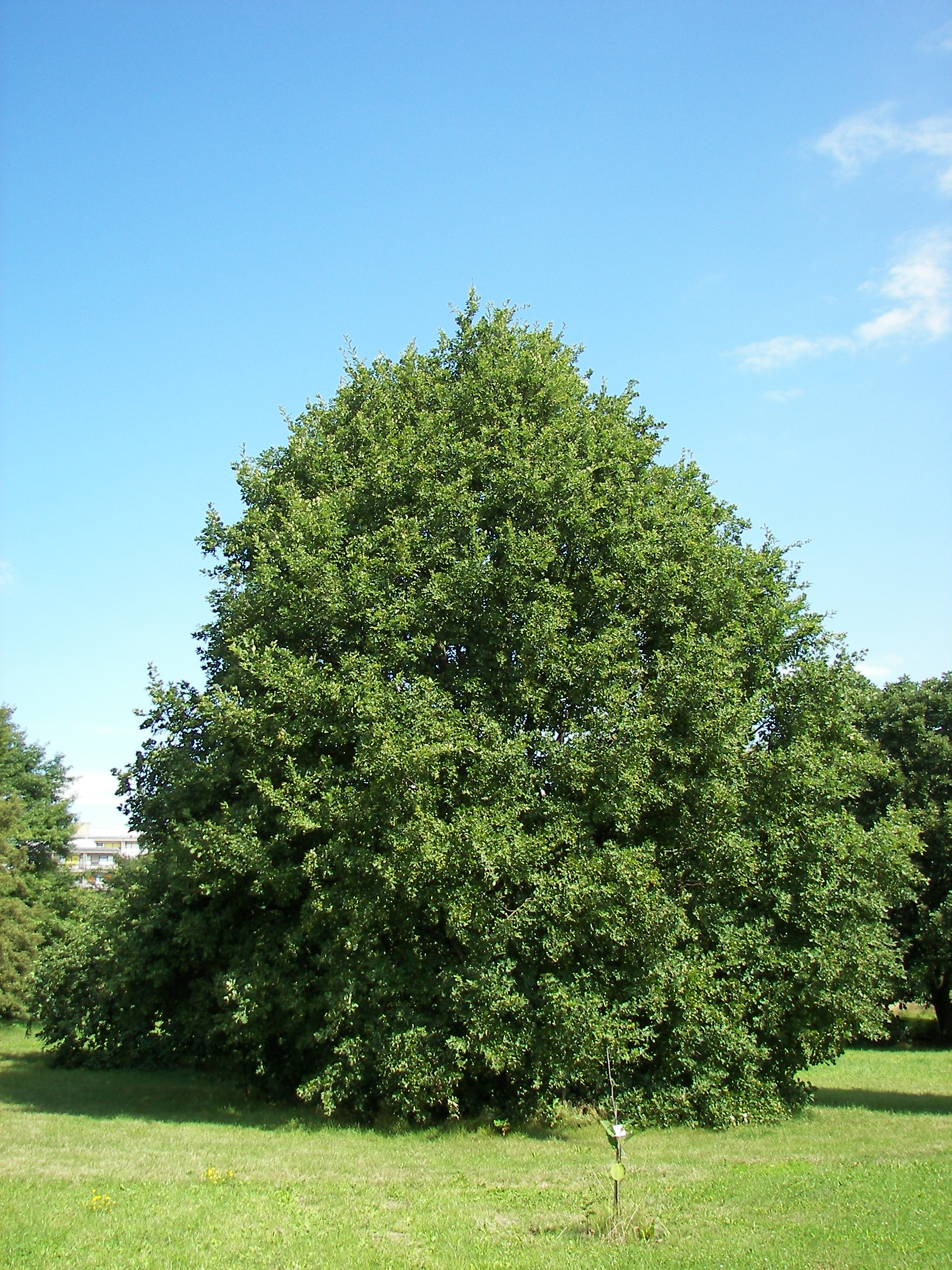
Ze stromů zde roste také dub zimní

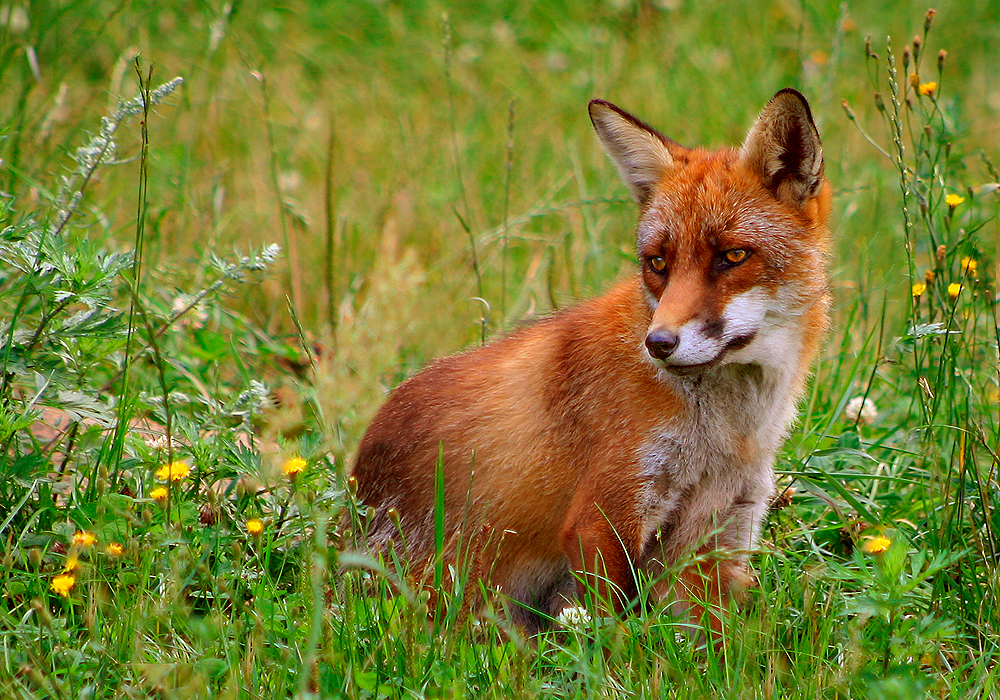
Je zde možné potkat lišku obecnou

Nejrozšířenější dřevinou je buk lesní (Fagus sylvatica). Objevuje se však také dub zimní (Quercus petraea), habr obecný (Carpinus betulus) a výjimečně také javor mléč (Acer platanoides), javor babyka (Acer campestre), jasan ztepilý (Fraxinus excelsior) či jeřáb muk (Sorbus aria). Z křovin se zde vyskytují dřín obecný (Cornus mas), zimolez obecný (Lonicera xylosteum) a skalník celokrajný (Cotoneaster integerrimus). Objevuje se také líska obecná (Corylus avellana), ptačí zob obecný (Ligustrum vulgare) a svída krvavá (Swida sanguinea).
V oblasti je možné zahlédnout perleťovce dvouřadého (Brenthis hecate) či modráska bahenního (Maculinea nausithous). Na loukách žije ropucha obecná (Bufo bufo), skokan hnědý (Rana temporaria), užovka obojková (Natrix natrix), ještěrka obecná (Lacerta agilis) a slepýš křehký (Anguis fragilis). Nad oblastí poletují chřástal polní (Crex crex), strnad obecný (Emberiza citrinella), linduška lesní (Anthus trivialis), křepelka polní (Coturnix coturnix) či pěnice vlašská (Sylvia nisoria). Z drobnějších zvířat tady žije myšice lesní (Apodemus flavicollis) nebo rejsek obecný (Sorex araneus) a z větších zvířat to jsou jezevec lesní (Meles meles), liška obecná (Vulpes vulpes), kuny lesní (Martes martes) i skalní (Martes foina), zajíc polní (Lepus europaeus), srnec obecný (Capreolus capreolus) a jelen evropský (Cervus elaphus).

### Ochrana životního prostředí
Severním a západním směrem od obce směrem ke státní hranici s Českou republikou se nachází chráněná krajinná oblast Biele Karpaty, na kterou na české straně plynule navazuje stejnojmenná chráněná krajinná oblast. Mezi roky 1985 a 2009 byl chráněným areálem také park v okolí zdejšího kaštelu.

## Obyvatelstvo
Ke konci roku 2011 žilo v Zemianském Podhradí celkem 761 obyvatel, z čehož bylo 414, tedy asi 55 % žen. Šedesát procent ze všech obyvatel obce tvořili lidé v produktivním věku.
Z hlediska náboženského vyznání převažují v obci protestanti. Podle sčítání lidu z let 1991, 2001 a 2011 se přibližně polovina obyvatelstva hlásila k evangelické církvi augsburského vyznání. Podíl těchto věřících má klesající tendenci; ve zmíněných censech se jednalo o 56 %, 51 %, respektive 47 % obyvatel. Druhou nejvíce zastoupeno skupinou jsou římští katolíci. V roce 1991 se k nim hlásilo 34,7 % obyvatel, v roce 2001 podíl stoupl na 41,6 %, zatímco v roce 2011 se již jednalo o 29 %. K ostatním náboženským vyznáním se v roce 2011 hlásilo 1,3 % obyvatel. Šlo o stoupence církve pravoslavné, řeckokatolické, evangelicko-metodistické a Křesťanských sborů. Celkem 9 % obyvatel bylo ke stejnému roku bez vyznání a 14 % na otázku neodpovědělo. Přímo v Zemianském Podhradí je sídlo sboru Evangelické církve augsburského vyznání. Římskokatoličtí věřící patří do sboru v Bošáci.

## Obecní správa a politika

### Katastrální území, členství ve sdruženích
Obec se skládá z jednoho katastrálního území. Sousedními katastrálními územími jsou Bošáca a Nová Bošáca. Spolu se sousedními obcemi nacházejícími se na toku potoka Bošáčka, tedy Novou Bošácou, Bošácou, a dalšími dvěma obcemi na toku tohoto potoka, to jest Haluzicemi a Trenčianskými Bohuslavicemi, je obec součástí mikroregionu Bošáčka, který pečuje o rozvoj členských obcí a spolupracuje také s podobnými uskupeními jak na Slovensku, tak i v České republice.

### Zastupitelstvo a starosta

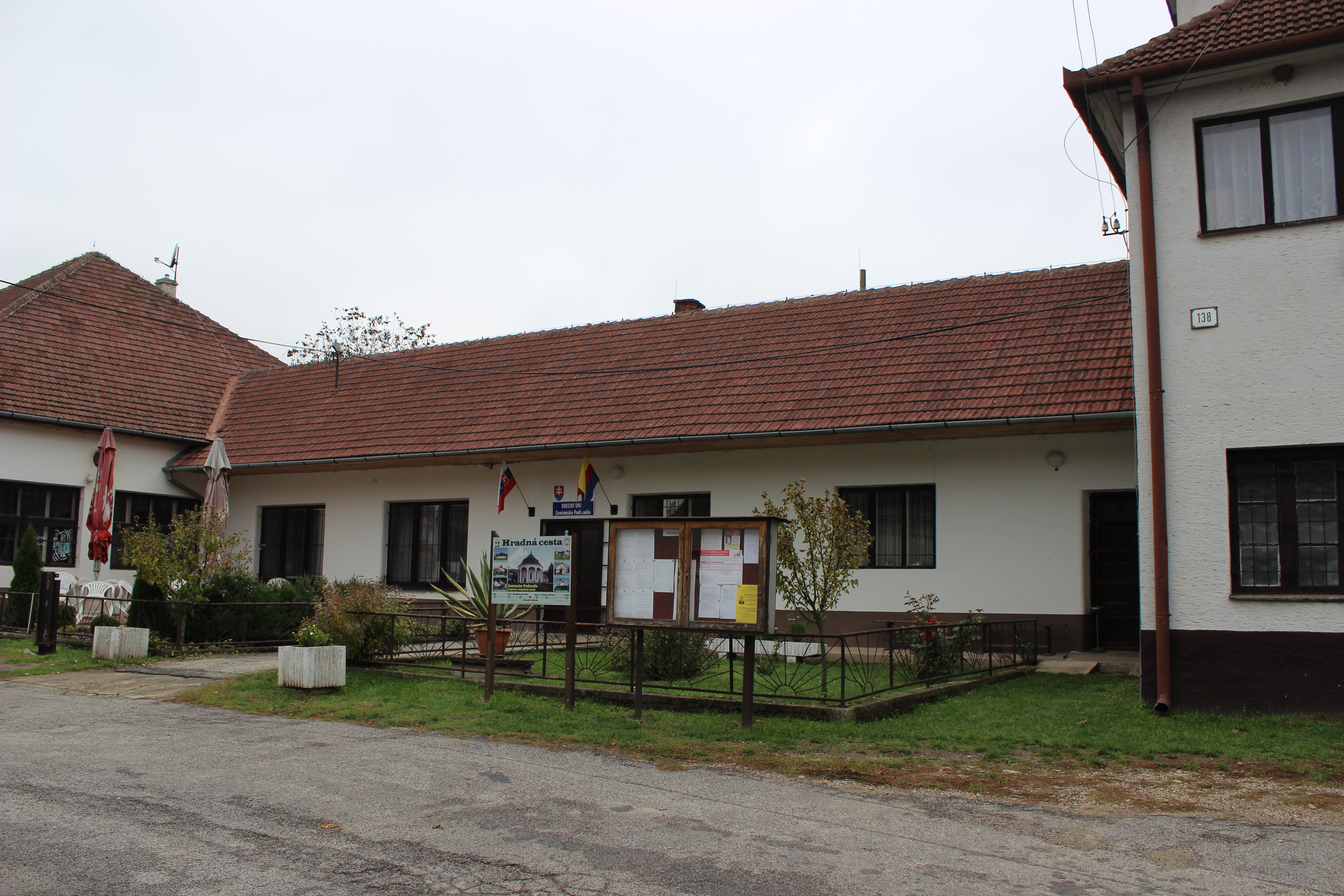
Budova místního obecního úřadu

Obec má osmičlenné zastupitelstvo. Od jeho zvolení v roce 2010 je starostou obce Miroslav Zámečník, jehož zástupcem je od roku 2014 je Rastislav Dzurák, jenž na této pozici vystřídal Marii Macejkovou.
Od roku 1991 byl po dvě funkční období starostou obce Stanislav Zamec, jehož po volbách roku 1998 vystřídal Slavomír Kusenda (z Hnutie za demokratické Slovensko). Starostou zůstal i po volbách v roce 2006. Po komunálních volbách roku 2010 jej vystřídal Miroslav Zámečník, který kandidoval jako nezávislý. Zámečník svůj mandát obhájil jak o čtyři roky později (2014), tak rovněž i ve volbách v roce 2018.

### Znak a vlajka
Dne 28. února 1997 na základě usnesení OZ–3/1997 získala obec svůj znak, jehož autory jsou Jaroslav Kocka a Miroslav Ďurža. Ve znaku je v modrém štítovém poli zlatý dvouocasý lev ve stříbrné zbroji, jenž má zakloněnou hlavu a červený jazyk. V obou tlapách drží po jednom zlatém trnovém stonku, na jehož konci je velká červená růže se zlatým středem i kalíšky. Základem znaku je obecní pečeť používaná na začátku 18. století, jejíž podoba vycházela ze znaku rodu Podhradských, který také obsahoval figuru lva. Současný používaný znak obce je v Heraldickém registru Slovenské republiky veden pod signaturou Z–49/97.
Vlajka obce vychází z barev užitých na obecním znaku. Skládá se ze tří vodorovných barevných pruhů (svrchu žlutý, červený a modrý). Strany vlajky jsou v poměru 2:3 a celá je ukončena třemi cípy.

## Hospodářství a doprava

### Hospodářství
Na území obce není žádný průmyslový podnik. K větším firmám patří společnost výrobce plastových oken a dveří Kusenda. Dále v Zemianském Podhradí působí konzultační a návrhová firma interierového designu a o produkci na hudebních zábavách se stará místní DJ Miroslav Švehla. V provozu je též prodejna potravin a spotřebního zboží provozovaná řetězcem COOP Jednota.

### Doprava

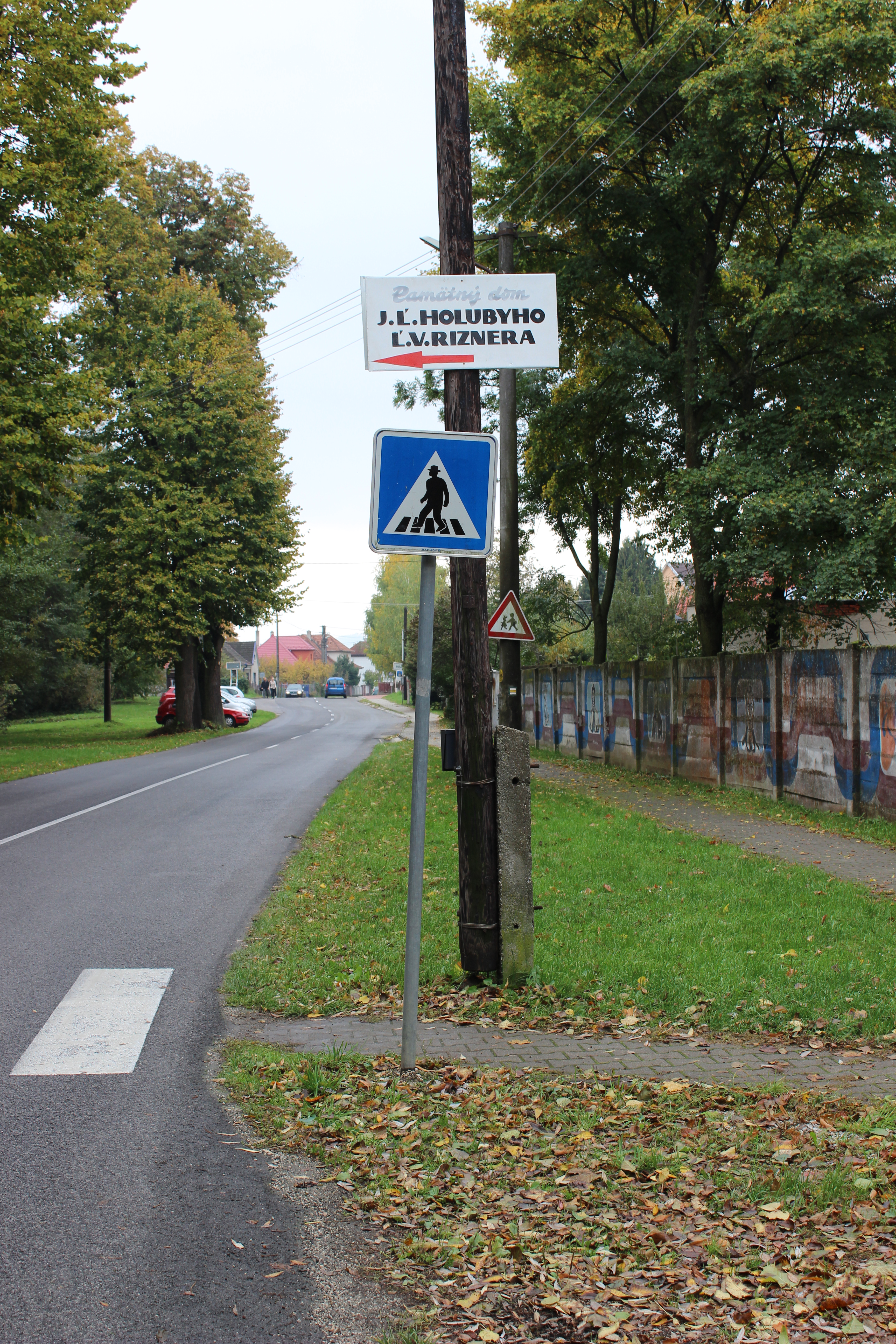
Silnice číslo III/061024 v obci

Obcí prochází silnice číslo III/061024, která obec spojuje s Bošácou a Novou Bošácou. Na tuto komunikaci na české straně navazuje silnice III/06124 do Březové. Po slovenské III/061024 jsou vedeny autobusové linky, které v obci zajišťují veřejnou dopravu osob. K roku 2013 má obec zajištěno autobusové spojení vedle sousedních obcí Bošáca a Nová Bošáca také s krajským Trenčínem, okresním Novým Mestem nad Váhom, dále Trenčianskými Bohuslavicemi, Moravským Lieskovým a Starou Turou. Autobusové spoje zajišťuje společnost SAD Trenčín.
Železniční trať obcí není vedena. Nejbližší železniční zastávka se nachází jihovýchodním směrem ve vzdálenosti asi 5,5 kilometru (vzdušnou čarou) v údolí řeky Váh. Stanice leží v Trenčianských Bohuslavicích na dvoukolejné elektrifikované trati číslo 120 vedoucí z Bratislavy do Žiliny.

## Společnost
V obci se nachází jednotřídní mateřská škola se slovenským vyučovacím jazykem. Do ní ve školním roce 2012/2013 chodilo celkem 24 dětí, o které pečovaly dvě učitelky. Základní škola je buď v Bošáci (tam je „Základní škola s mateřskou školou Ľudovíta Vladimíra Riznera“) nebo v Nové Bošáci. Od roku 1930 působí v obci hasiči, kteří zvláště v padesátých a šedesátých letech 20. století pořádali pro zdejší obyvatele divadelní představení. Secvičili například Ženský zákon od Jozefa Gregora-Tajovského, Vojnarku Aloise Jiráska, Starého zaľúbence Gustáva Kazimíra Zechentera-Laskomerského či Kamenný chodníček Ferka Urbánka. Místní přívržence fotbalu sdružuje klub „FK 1972 Zemianske Podhradie“, který hraje slovenskou III. třídu skupinu Sever. Svá domácí utkání hraje na místním fotbalovém hřišti nacházejícím se ve středu obce severně od kaštelu. Středem Podhradí je také vedena cyklotrasa číslo 020. Pro své obyvatele obce Bošáca a Zemianske Podhradie společně čtvrtletně vydávají časopis pojmenovaný „Prameň“.

## Pamětihodnosti
Na území obce se nachází celkem osm kulturních památek Slovenské republiky.

### Kostel
Místní kostel patří evangelické církvi a je postaven v klasicistním stylu v místech původního močálu. Základem stavby jsou dubové pylony, které byly do močálu zasazovány. Půdorys kostela je elipsovitého tvaru s osami o délkách 12 a 14 metrů, což stavbu činí výjimečnou v rámci střední Evropy, kde se nacházejí pouze dvě takové sakrální stavby (tento a jeden v Německu). Projektantkou a mecenáškou stavby byla roku 1784 grófka (hraběnka) Ester Príleská.

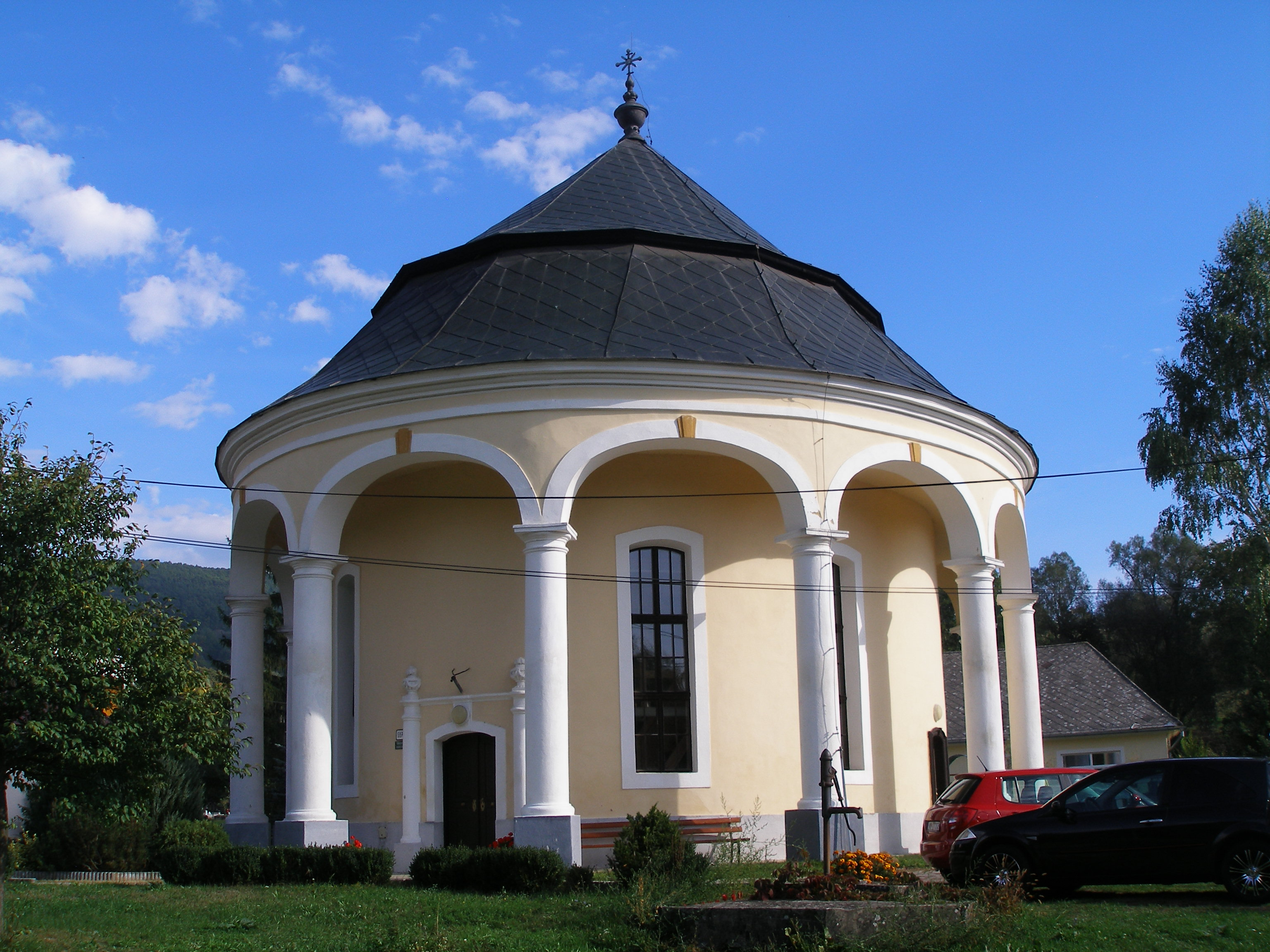
Zemianskopodhradský kostel

Pokládání základů kostela proběhlo v roce 1785 a za šest let (roku 1801) byl celý dostavěn. Stavba je kruhová a po celém jejím vnějším obvodu stojí arkádové sloupořadí. Celý objekt včetně sloupořadí zakrývá mansardová střecha ve tvaru kužele. Do interiéru kostela vedou čtvery dveře, z každé světové strany jedny, přičemž ani jedny nejsou hlavní. Uvnitř stavby se nachází kruhová dřevěná empora, oltář a varhany. Vše pochází z doby výstavby kostela, jen mramorové malování je z roku 1868. Oltář je dvoupatrový sloupový a před ním stojí mřížová ohrada s kazatelnou. Uprostřed oltáře je ústřední obraz zachycující Ježíše Krista spolu s dvanácti apoštoly. Varhanní skříň, v níž se nacházejí píšťaly, je také zdobená sloupy. Během roku 2012 prošel tento hudební nástroj generální opravou.
Směrem k hlavní silnici vede v ambitu dřevěný žebřík na půdu kostela. Na ní se skrýval politik a jazykovědec Ľudovít Štúr v období, kdy byl pronásledován císařským vojskem. Sem za ním také chodila jeho láska Adela Ostrolúcka.
Stavba, v níž každý týden dodnes probíhají bohoslužby, je slovenskou kulturní památkou.

### Zámek (kaštel)

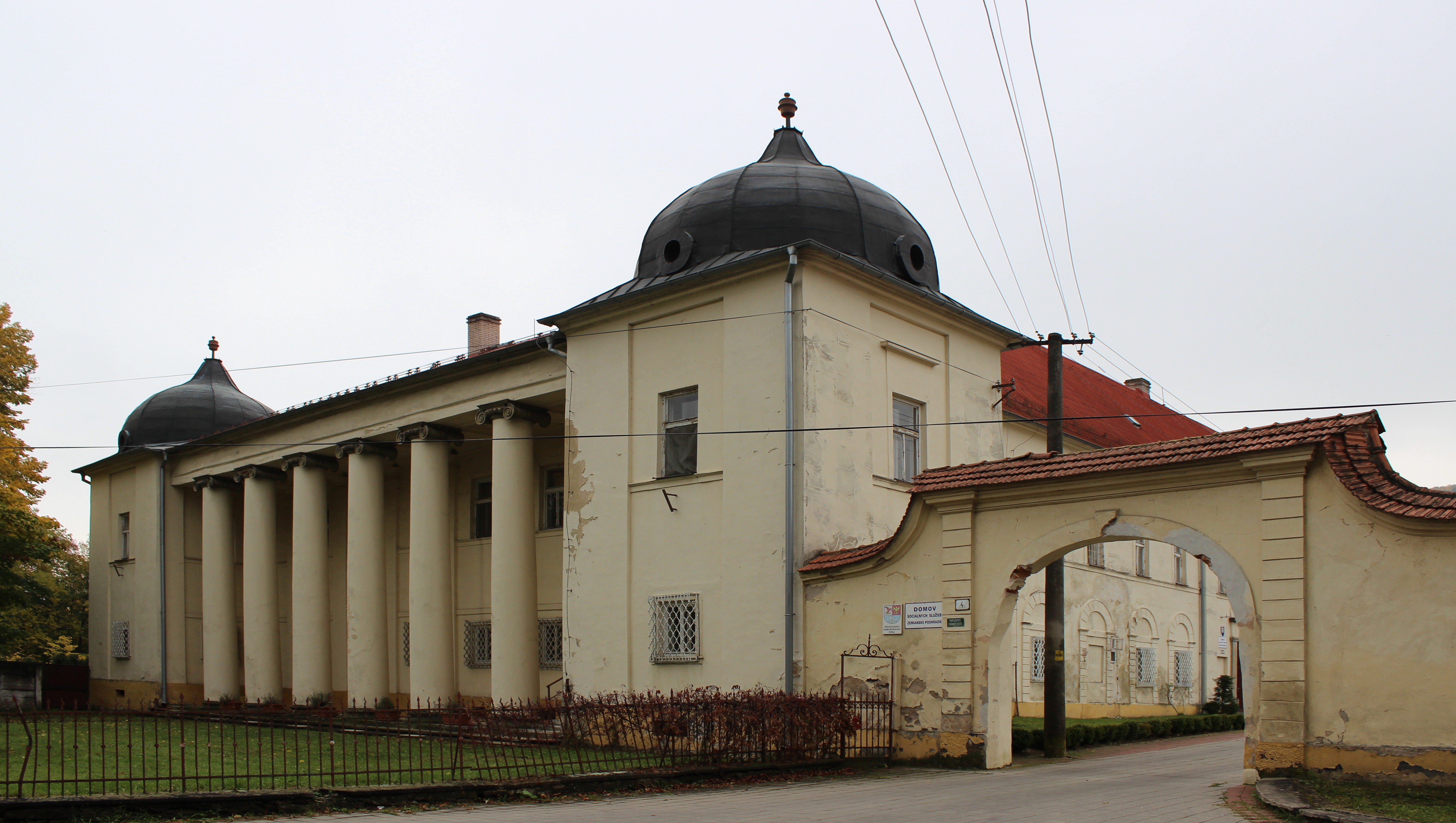
Kaštel (čelní pohled)

Místní kaštel patří k nejstarším památkám v obci. Vybudován byl v renesančním stylu během 17. století jako opevněná dvojvěžová stavba, následně po roce 1710 upraven a v době klasicismu na počátku 19. století přestavěn spolu s parkem v jeho okolí. Ve 20. století navíc proběhla obnova objektu. Jeho majiteli postupně byly rodiny Podhradských, Príleských a Ostrolúckych. Za posledních dvou rodů vznikla v kaštelu knihovna, v níž krátký čas působili také Ľudovít Štúr či Matej Bel. Kaštel se objevuje v knize Ľuda Zúbeka Jar Adely Ostrolúckej.
Dvoukřídlý objekt kaštela (o půdorysu písmene „U“) má dvě podlaží se dvěma hranolovými věžemi umístěnými v nárožích. Jednotlivé místnosti jsou přístupné z okružní chodby. Během roku 1744 došlo v jednom z křídel k vybudování malé kaple. Na průčelí přivráceném k hlavní obecní silnici se mezi věžemi nachází iónské sloupořadí. Ostatní fasády jsou z doby empíru. Během 20. století došlo k obnově kaštelu a slouží jako dům sociálních služeb.

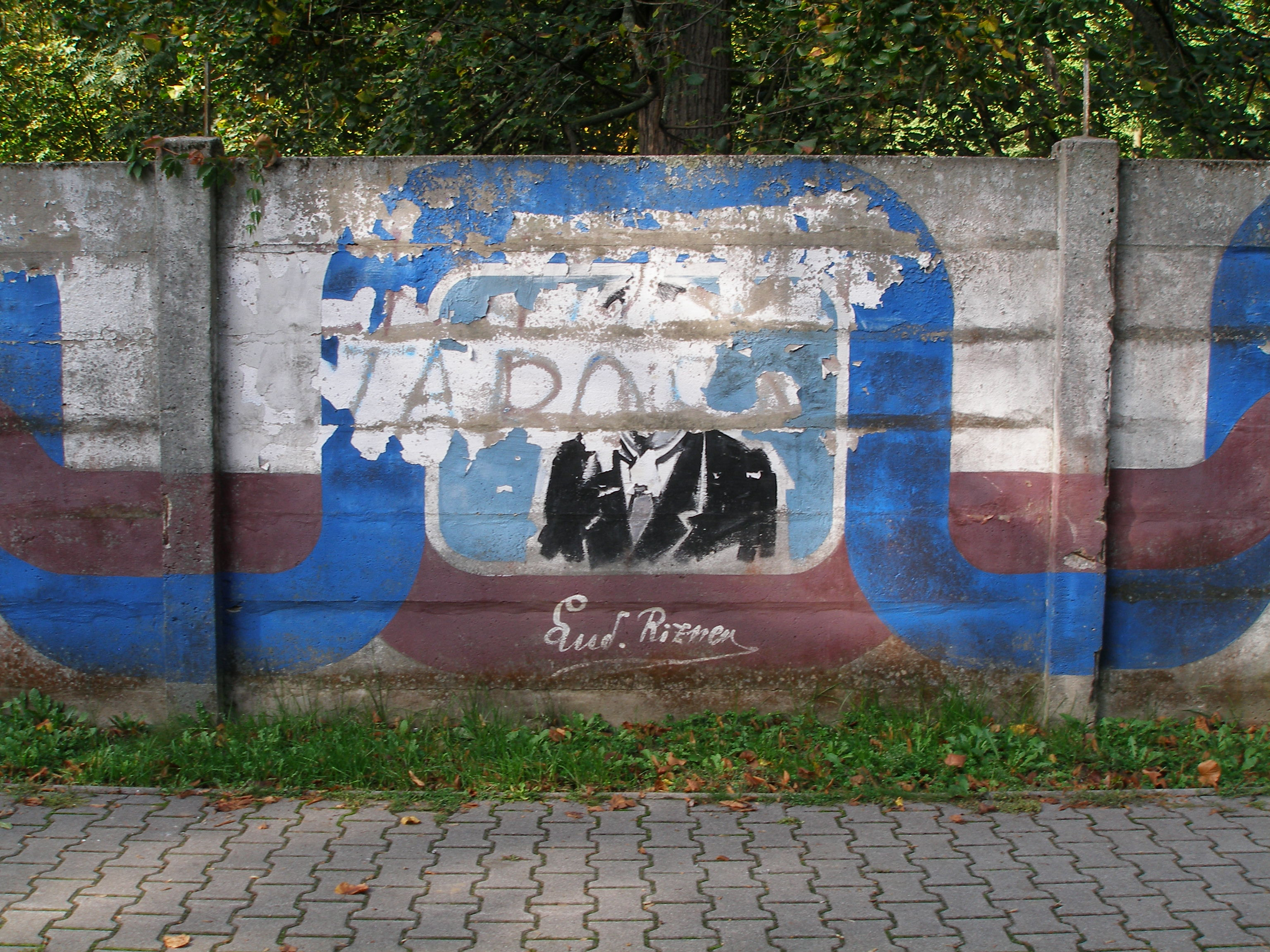
Betonová zeď s obrazy místních rodáků (zde vandaly poničený obraz Ľudovíta Riznera)

Okolo stavby se rozkládá park o rozloze 3,3 hektaru. Rostou v něm vzácné staré dřeviny. Od silnice je park oddělen zděnou stěnou, na níž jsou vykresleni místní rodáci. Park mezi roky 1985 a 2009 patřil k chráněným areálům na Slovensku. Stavba spolu s parkem je zařazena mezi slovenské kulturní památky.

### Rodné domy
Dalšími stavbami, které jsou chráněné jako kulturní památky, patří v Zemianském Podhradí dva domy. Oba stojí v těsné blízkosti kostela. Severozápadně je situována bývalá evangelická fara, tedy působiště botanika a zdejšího faráře Jozefa Ľudovíta Holubyho, a naproti ní, jihovýchodně od kostela, je rodný dům Ľudovíta Vladimíra Riznera. Památkově chráněné jsou nejenom oba objekty, ale také pamětní tabule, které na těchto stavbách obě osobnosti připomínají.
V bývalé evangelické faře byla během října 1994 (dle jiných zdrojů již v roce 1993) otevřena muzejní expozice věnující se především Holubym s Riznerem. Vedle nich ale ještě seznamuje i s dalšími osobnostmi, které zde působily, tedy o Pavlu Doležalovi, Ladislavu Paulínym, Samuelu Štúrovi, Jozefu Škultétym, Peterovi Michalu Bohúňovi a též o rodině Ostrolúcké.

### Riznerův náhrobek

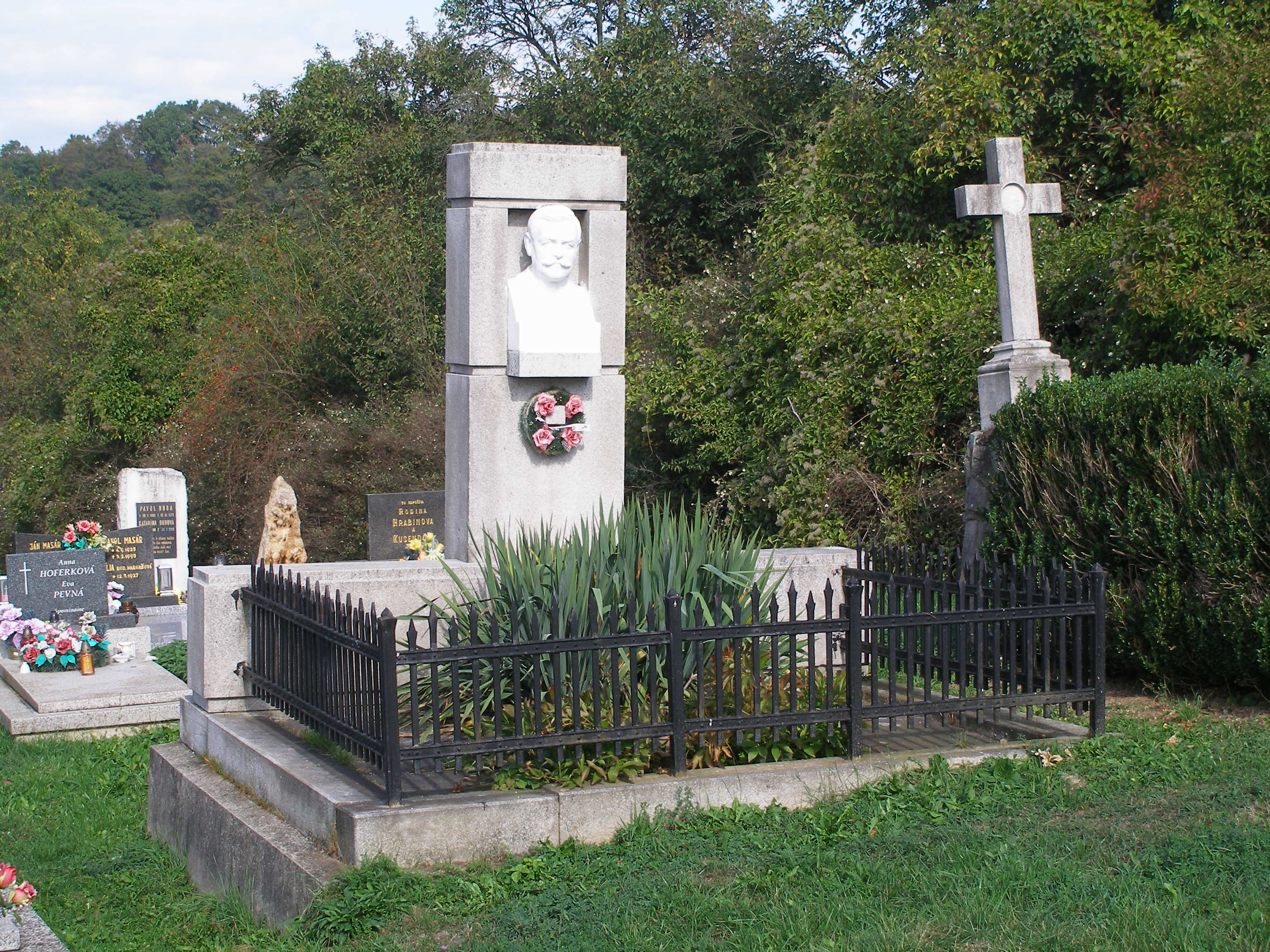
Riznerův hrob

Na východní straně obce se nachází jeden ze dvou zdejších hřbitovů. Na vršku u východní strany hřbitova je Riznerův hrob, u něhož stojí náhrobek obrácený k jihu. Na náhrobku je umístěna busta vyvedená z bíle zbarveného kamene. Okolo hrobu je nízký kovový plot. Hrob se řadí mezi kulturní památky Slovenské republiky.

## Osobnosti
Mezi osobnosti, které jsou spjaty se Zemianským Podhradím, patří:
- Ľudovít Vladimír Rizner (1849–1913) – učitel, etnograf, spisovatel a jazykovedec[p 5][7][56]
- Jozef Ľudovít Holuby (1836–1923) – protestantský kazatel, botanik, národopisec, spisovatel, etnograf a národní buditel[7][57]
- Cyril Holuby (1863–1919) – správce luhačovických lázní a ředitel lázní v Tatranské Lomnici[58]
- Samuel Štúr (1818–1861), mladší bratr Ľudovíta – protestantský kazatel a spisovatel[59]
- Ladislav Paulíny (1815–1906) – básník a spisovatel[60]
- Žigmund Paulíny (1750–1831) – protestantský kazatel, spisovatel a autor duchovních písní[61]
- Pavel Doležal (1700–1778) – protestantský kazatel, jazykovědec a básník[62]